# Chrysometa valle
Chrysometa valle là một loài nhện trong họ Tetragnathidae.
Loài này thuộc chi Chrysometa. Chrysometa valle được Herbert W. Levi miêu tả năm 1986.